# Culinária vegetariana

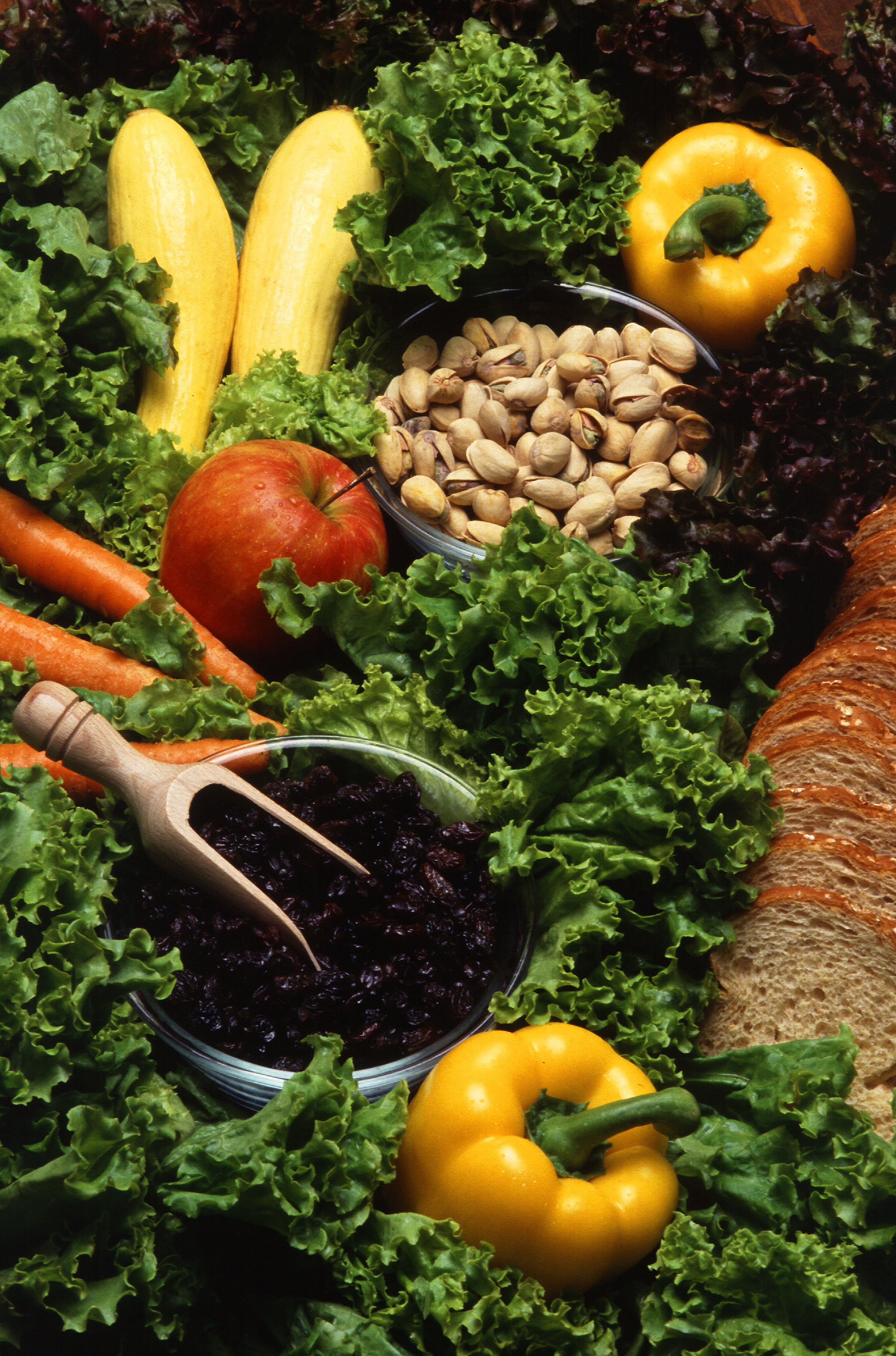
Diversos ingredientes usados na culinária vegetariana.

Culinária vegetariana é um termo se refere aos alimentos que são preparados segundo os padrões vegetarianos, e que portanto não incluem carne ou qualquer outros produtos feitos a partir de tecido animal. No ovolactovegetarianismo (o tipo mais comum de vegetarianismo no mundo ocidental), ovos e laticínios como leite e queijo podem ser consumidos. No lactovegetarianismo, o tipo mais antigo de vegetarianismo conhecido (registrado na Índia), laticínios são permitidos. As formas mais rígidas de vegetarianismo são o veganismo e o frutarianismo, que excluem qualquer tipo de produto animal, incluindo laticínios e mel, e até mesmo alguns tipos de açúcares refinados são filtrados e clareados com carvão animal.
Os alimentos vegetarianos podem ser classificados em diversos tipos diferentes:
- Alimentos tradicionais que sempre foram vegetarianos (cereais/grãos, frutas, verduras, nozes, etc.)
- Produtos se soja, entre os quais o tofu e tempeh, fontes comuns de proteína.
- Proteína texturizada de soja, feita a partir de farinha de soja sem gordura, frequentemente usada em receitas de hambúrgueres e chilis no lugar da carne moída.
- Substitutos de carne, que imitam o gosto, textura e aparência da carne e são usados em diversas receitas para substitui-la.
- Os veganos também podem utilizar substitutos de ovos e laticínios.